# Jeroen Krabbé
Jeroen Aart Krabbé (ur. 5 grudnia 1944 w Amsterdamie) – holenderski aktor i reżyser filmowy.

## Życiorys

### Wczesne lata
Urodził się w Amsterdamie w artystycznej rodzinie jako syn Margreet Reiss, tłumaczki i scenarzystki filmowej, i Maartena Krabbé’a, malarza. Jego starszy brat Tim (ur. 3 kwietnia 1943) to pisarz i dziennikarz, a dziadek i przyrodni brat Mirko jest malarzem.

### Kariera
Jego debiutem kinowym była niewielki udział w komedii Rowerem na księżyc (Bicycling to the Moon, 1963). Był ekranowym partnerem Rutgera Hauera w telewizyjnej wersji sztuki Edmonda Rostanda Cyrano de Bergerac (1975), dramacie filmu wojennym Paula Verhoevena i jego miniserialowej wersji Żołnierz Orański (Soldaat van Oranje, 1977). W kultowym dreszczowcu Paula Verhoevena Czwarty człowiek (De Vierde man, 1983) wcielił się w postać Gerarda Reve’a, biseksualnego pisarza-alkoholika, który wikła się w romans z tajemniczą uwodzicielką. Zagrał potem w filmach amerykańskich: komedii Jumpin’ Jack Flash (1986) z Whoopi Goldberg, sensacyjnym Bez litości (No Mercy, 1986) z Richardem Gere’em i Kim Basinger, piętnastym filmie z cyklu przygód Jamesa Bonda W obliczu śmierci (The Living Daylights, 1987) w roli generała Georgija Koskowa, kultowym, niskobudżetowym filmie akcji Punisher (The Punisher, 1989) u boku Dolpha Lundgrena, melodramacie Książę przypływów (The Prince of Tides, 1991) z Barbrą Streisand i Nickiem Noltem oraz Ścigany (The Fugitive, 1993) z Harrisonem Fordem.
W kontrowersyjnym dramacie wojennym Dla zapomnianego żołnierza (Voor een verloren soldaat, 1992) zagrał postać Jeroena Bomana, choreografa i nauczyciela baletu, wspominającego swój romantyczny i tragiczny związek miłosny z kanadyjskim żołnierzem, który miał miejsce w okresie II wojny światowej, gdy Jeroen miał dwanaście lat.
Można go było dostrzec na małym ekranie w sequelu Aaron Spelling Productions Dynastia: Pojednanie (Dynasty: The Reunion, 1991) jako czarny charakter Jeremy Van Dorn oraz telefilmie biblijnym NBC Jezus (Jesus, 1999) w roli Szatana.
W 1999 został odznaczony Orderem Lwa Niderlandzkiego.

## Życie prywatne
W 1964 poślubił Hermę. Mają trzech synów: Martijna (ur. 26 marca 1968), Jaspera (ur. 1970) i Jacoba (ur. 1983).

## Filmografia

### Obsada aktorska

#### Filmy
- 1977: Żołnierz Orański (Soldaat van Oranje) jako Guus LeJeune
- 1983: Czwarty człowiek (De Vierde man) jako Gerard Reve
- 1985: Dziennik żółwia (Turtle Diary) jako pan Sandor
- 1986: Bez litości (No Mercy) jako Losado
- 1986: Jumpin’ Jack Flash jako Mark Van Meter
- 1987: W obliczu śmierci (The Living Daylights) jako generał Georgi Koskov
- 1988: Zmień kapelusz (Crossing Delancey) jako Anton Maes
- 1988: Świat na uboczu (A World Apart) jako Gus Rot
- 1988: Człowiek cień (Shadowman) jako Theo
- 1989: Melancholia jako David Keller
- 1989: Skandal (Scandal) jako Eugene Ivanov
- 1989: Punisher (The Punisher) jako Gianni Franco
- 1990: Potem zjawiłeś się ty (Till There Was You) jako Robert 'Viv' Vivaldi
- 1991: Książę przypływów (The Prince of Tides) jako Herbert Woodruff
- 1991: Kafka jako Bizzlebek
- 1992: Dla zapomnianego żołnierza (Voor een verloren soldaat) jako dorosły Jeroen Boman
- 1993: Powrót do domu (Oeroeg) jako Hendrik Ten Berghe
- 1993: Król wzgórza (King of the Hill) jako pan Erich Kurlander
- 1993: Ścigany (The Fugitive) jako dr Charles Nichols
- 1994: Farinelli: ostatni kastrat (Farinelli) jako George Frideric Handel
- 1994: Wieczna miłość (Immortal Beloved) jako Anton Felix Schindler
- 1996: Zniknięcie Garcia Lorca (Disappearance of Garcia Lorca) jako pułkownik Aguirre
- 1998: Bagaż życia (Left Luggage) jako pan Kalman
- 1999: Idealny mąż (An Ideal Husband) jako baron Arnheim
- 2001: Odkrycie nieba (The Discovery Of Heaven) jako Gabriel
- 2004: Ocean’s Twelve: Dogrywka jako van der Woude
- 2005: Deuce Bigalow: Boski żigolo w Europie (Deuce Bigalow: European Gigolo) jako detektyw Gaspar Voorsboch
- 2005: Żyj! (Leef!) jako Hugo
- 2008: Transporter 3 jako Leonid Vasilev

#### Filmy TV
- 1975: Cyrano de Bergerac jako Christian de Neuvilette
- 1982: III Wojna Światowa (World War III) jako Pułkownik Alexander Vorashin
- 1990: Rodzina szpiegów (Family of Spies) jako Boris One
- 1990: Murder East – Murder West jako Edgar Rutchinsky
- 1991: Robin Hood jako baron Roger Daguerre
- 1991: Dynastia: Pojednanie (Dynasty: The Reunion) jako Jeremy Van Dorn
- 1992: Stalin jako Nikołaj Bucharin
- 1997: Odyseja (The Odyssey) jako Alkinoos
- 1999: Jezus (Jesus) jako Szatan

#### Seriale TV
- 1972: Tatort jako Henk
- 1977: Żołnierz orański (Soldaat van Oranje) jako Guus LeJeune
- 1987: Policjanci z Miami (Miami Vice) jako Klaus Herzog
- 1993: Przygody młodego Indiany Jonesa (The Young Indiana Jones Chronicles) jako Brockdorff
- 2008: Morderstwa w Midsomer, odc. 65: Rozmowy z zaświatami (Talking to the Dead) jako jasnowidz Cyrus LeVanu

### Reżyseria
- 1998: Bagaż życia (Left Luggage)
- 2001: Odkrycie nieba (The Discovery Of Heaven)

## Nagrody
- Nagroda na MFF w Berlinie
  - Błękitny Anioł: 1997 Bagaż życia
  - Nagroda Specjalna: 1997 Bagaż życia

## Publikacje
- Jeroen Krabbé, Marjan Berk: Bezuinigingskookboek: kookboek voor de jaren 80. Tiebosch, 1980. ISBN 90-6278-509-3.
- Jeroen Krabbé, J.H. van Geemert: Alles bleef zoals het niet was. De Beuk, 1992. ISBN 90-6975-224-7.
- Jeroen Krabbé, Marjan Berk: Het eenvoudige kookboek. Atlas, 1993. ISBN 90-254-0446-4.